# William Bendtz
Carl Axel William Bendtz, född den 11 november 1905 i Malmö, död den 13 december 1973 i Stocksund, var en svensk produktionsledare, filmproducent och utbildad jurist.
Gift med Anna-Magdalena (Ann-Malen) Bendtz, född von Krusenstierna (1913–1985), som han fick en son, Stellan Bendtz, och en dotter, Madeleine Bendtz, med.
Makarna Bendtz är begravda på Djursholms begravningsplats.

## Produktionsledare
- 1944 – Hemsöborna

## Producent
- 1944 – Kärlekslivets offer